# 노로빈 알탕후야그

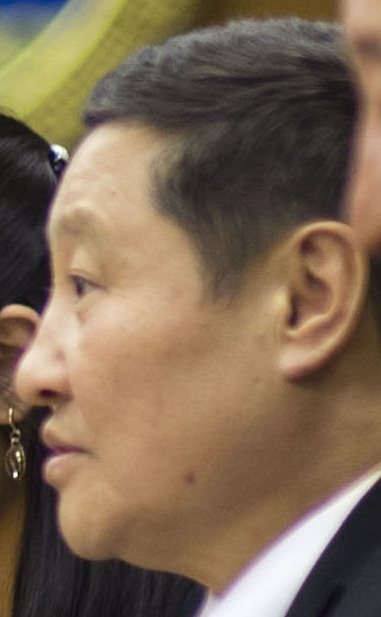

노로빈 알탕후야그(몽골어: Норовын Алтанхуяг, 1958년 1월 20일 ~ )는 2012년부터 2014년까지 총리를 역임한 몽골의 정치인이다.

## 생애
몽골 오브스주에서 태어나 1966년부터 1976년까지 제1울란곰 중등학교를 다녔다. 그 뒤 몽골 국립 대학교 물리수학부를 졸업했다. 졸업 이후 대학 교수로 재임 중이다.
1990년 몽골 혁명 기간 중 청소년운동 선구자 중 한 명이었다. 동료들과 함께 민주사회주의자운동을 발기했다. 1990년 2월 21일 몽골 사회민주당의 창당을 위한 첫 회의가 개최되었으며 위원회를 설립한 당 구성원으로 선출되었다. 1990년부터 2006년까지 여러 정당의 총서기를 4번 역임했다. 의원에 두 번 선출되었다.
2008년 몽골 의회 선거에 따라 민주당 지도자였던 차히아깅 엘벡도르지가 정당 패배의 결과로 사임하고 노로빈 알탕후야그가 민주당의 새 지도자로 선출되었다. 2012년 몽골 선거에 따라 노로빈 알탕후야그는 총리로 선출되었다.